# Adania Shibli
Adania Shibli (en árabe: عدنية شبلي‎ ) (1974) es una autora y ensayista palestina.

## Trayectoria

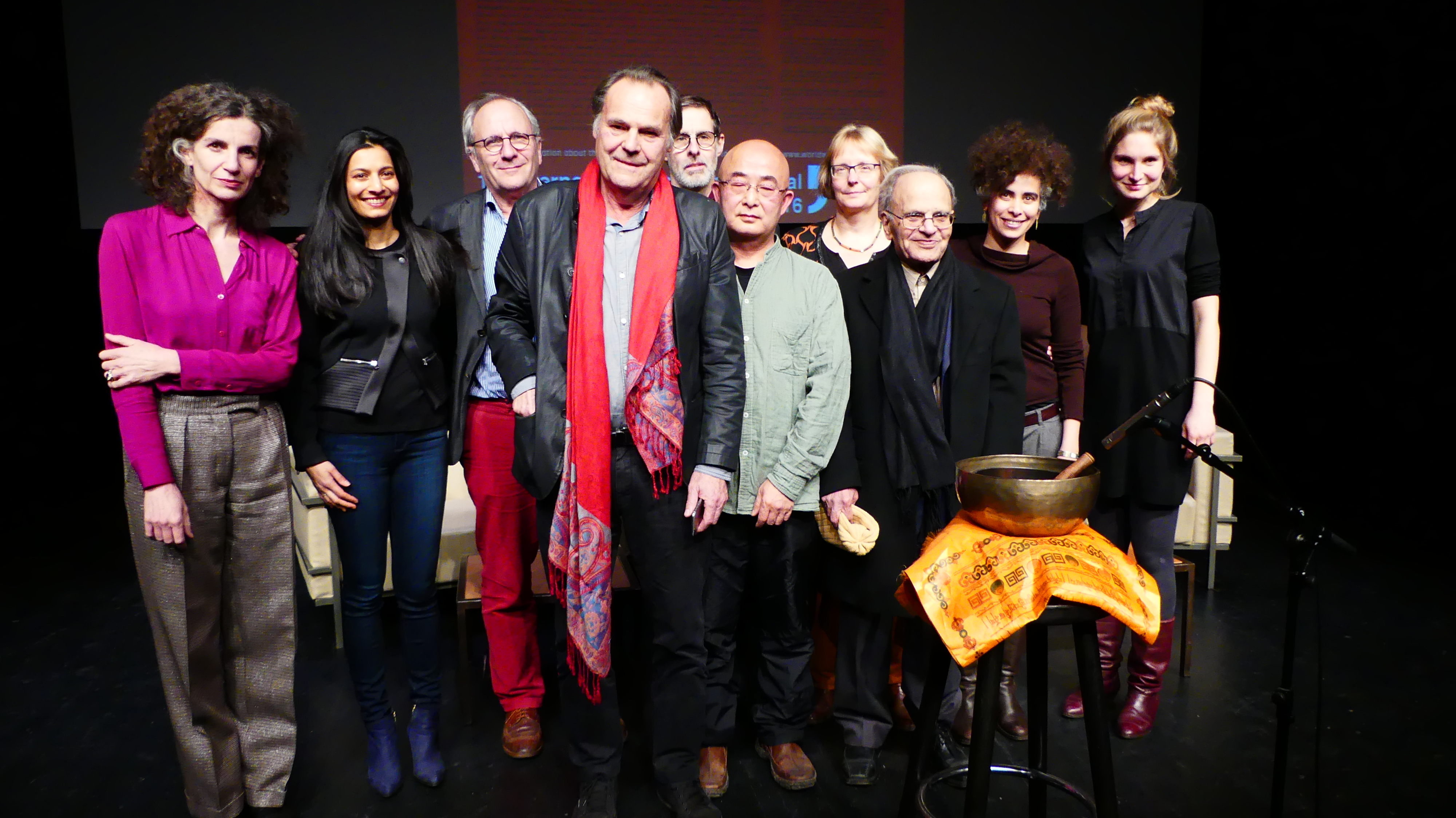
Lectura mundial para Ashraf Fayadh el 14 de enero de 2016 en Hebbel am Ufer en Berlín. Shibli aparece segundo desde la derecha.

Shibli nació en 1974 en la región de Galilea (Israel). Obtuvo un doctorado en la Universidad del Este de Londres en Estudios Culturales y de Medios. Su tesis se titula Visual Terror: A Study of the Visual Compositions of the 9/11 Attacks and Major Attacks in the 'War on Terror' by British and French Television Networks (Terror visual: un estudio de las composiciones visuales de los ataques del 11 de septiembre y los principales ataques en la 'guerra contra el terrorismo' por cadenas de televisión británicas y francesas). También completó una beca postdoctoral en el Wissenschaftskolleg de Berlín. Shibli ha enseñado en la Universidad de Nottingham y, desde 2013, ha trabajado como profesora a tiempo parcial en el Departamento de Filosofía y Estudios Culturales de la Universidad Birzeit, Palestina.
Shibli y sus hijos dividen su tiempo entre Jerusalén y Berlín.  Shibli habla árabe, inglés, hebreo, francés, coreano y alemán.

## Obra
Desde 1996, Shibli ha publicado en revistas literarias de Europa y Oriente Medio. Desde entonces, ha ampliado su obra para incluir novelas, obras de teatro, cuentos y ensayos narrativos, publicados en numerosos idiomas en antologías, libros de arte y revistas literarias y culturales.
Sus obras de no ficción incluyen el libro de arte Dispositions (Ramallah) y una colección de ensayos titulada A Journey of Ideas Across: In Dialogue with Edward Said (Berlín). La colección de ensayos se convirtió en un simposio organizado por Shibli en 2013, que tuvo lugar en la Haus der Kulturen der Welt (Casa de las Culturas del Mundo) en Berlín. Invitó a artistas y académicos a reflexionar sobre el trabajo y las ideas de Edward Said, teórico y crítico conocido por su libro Orientalismo, publicado en 1978.

## Reconocimientos
Shibli recibió el Premio Jóvenes Escritores-Palestina de la Fundación AM Qattan por sus novelas Touch en 2001 y We are all equally far from love en 2003. Fue nombrada una de los Beirut39, un grupo de 39 escritores árabes menores de 40 años elegidos a través de un concurso organizado por la revista Banipal y el Hay Festival. Minor Detail (Un detalle menor), traducida por Elisabeth Jaquette, fue preseleccionada para el National Book Award for Translated Literature (Nueva York) de 2020. En 2021, Minor Detail también fue seleccionado para el International Booker Prize. En reconocimiento de su novela un detalle menor, Shibli recibió en agosto de 2024 el Premio Leteo, que conceden los miembros del Club Leteo de León.

## Polémica

### Cancelación de la entrega de premios en la Feria del Libro de Frankfurt 2023
Su novela Tafṣīl Ṯānawī (Minor Detail) fue seleccionada para el LiBeraturpreis 2023 por la organización alemana LitProm. Basada parcialmente en hechos históricos, la novela relata la violación y el asesinato de una niña palestina en 1949 por soldados israelíes que fueron condenados por un tribunal israelí. Originalmente la ceremonia de entrega de premios en la Feria del Libro de Frankfurt estaba anunciada para el 20 de octubre de 2023. Unos días antes de la fecha anunciada, LitProm canceló la ceremonia en la Feria del Libro y la pospuso hasta una fecha no especificada en respuesta a las protestas de periodistas alemanes que habían dicho que la novela expresaba actitudes antisemitas. Además, el conflicto israelí-palestino de octubre de 2023 fue mencionada como otra razón para la cancelación. En respuesta a esto, la Asociación de Editores de los Emiratos y la Asociación de Editores Árabes se retiraron de la feria.
A raíz de la cancelación, más de 1000 autores e intelectuales, entre ellos Colm Tóibín, Hisham Matar, Kamila Shamsie, William Dalrymple y los premios Nobel Abdulrazak Gurnah, Annie Ernaux y Olga Tokarczuk, criticaron la decisión de la Feria del Libro de Frankfurt y escribieron una carta abierta en la que expresaban que dicha Feria tenía «la responsabilidad de crear espacios para que los escritores palestinos compartieran sus pensamientos, sentimientos y reflexiones sobre la literatura en estos tiempos terribles y crueles, no eliminarlos».

## Obras
- Un detalle menor (Tafṣīl Ṯānawī) (تفصيل ثانوي), Fitzcarraldo Editions / New Directions, 2020, ISBN 9780811229074
- Keep your eye on the wall: Palestinian landscapes, Saqi Books, London, 2013, ISBN 9780863567599
- We are all equally far from love (Kulluna Ba’id bethat al Miqdar aan el-Hub) (كلنا بعيد بذات المقدار عن الحب), Clockroot Books, Northampton, MA, 2012, ISBN 9781566568630
- Touch (Masaas) (مساس), Clockroot Books, Northampton, MA, 2010, ISBN 9781566568074